# Никольская церковь (Барнаул)
Храм Святителя Николая Чудотворца (Никольская церковь) — православный храм в Барнауле, один из старейших в городе.
Настоятель храма — митрополит Барнаульский и Алтайский Сергий (Иванников).

## История
Храм был заложен в 1904 году на Московском проспекте. В 1906 году строительство было закончено, а храм освящён.
Никольский храм построен по типовому проекту для военных храмов (архитектор — Фёдор Михайлович Вержбицкий), утверждённому Строительной комиссией в 1901 году. Всего к 1917 году в Российской империи по этому проекту было выстроено не менее 60-ти храмов. Постройка воинского храма в Барнауле велась под наблюдением местного архитектора Ивана Носовича. Здание выдержано в русском стиле. Принадлежит к типу однонефных базиликальных храмов. Монументальное здание из красного кирпича с трёхъярусной колокольней и торжественным порталом на западном фасаде вписывается в окружающий архитектурный ансамбль. Храм был рассчитан на 400—600 человек.
Храм находился рядом с казармами Барнаульского полка и носил статус «полкового». Здесь военнослужащие принимали присягу. У стен храма в 1912 году проходили торжества в честь победы России в Отечественной войне 1812 года и в 1913-м — в честь 300-летия царствования дома Романовых.
В 1924 году храм был закрыт советскими властями. С него сняли купол и разобрали колокольню. Долгое время здание использовалось под клуб военной части, а позднее — Барнаульского высшего военного училища лётчиков.
В 1991 году во время визита Алексия II на Алтай здание было передано церковной общине. В 1990—2000-х годах храм был реконструирован и в нём возобновились службы. 21 мая 1993 года Никольский храм был освящён после возвращения Русской Православной Церкви. Барнаульский художник В. Коньков завершил его внутреннюю роспись, был изготовлен новый иконостас, написанный палехскими мастерами-иконописцами, выстроена новая колокольня.
В июне 2006 года была закончена реконструкция первого купола, значительно преобразившего внешний вид храма. А 21 мая 2007 года на нём были установлены пять золочённых крестов: один из которых расположен в центре над входом, и по два — с каждой из его сторон.
13 октября 2013 года Преосвященнейший Сергий, епископ (ныне митрополит) Барнаульский и Алтайский в сослужении епископа Рубцовского Романа (Корнева) и духовенства г. Барнаула совершил освящение каменного престола и храма после капитального ремонта.
Является объектом культурного наследия регионального значения. Охраняется государством.

## Духовенство
- Настоятель — митрополит Барнаульский и Алтайский Сергий (Иванников Сергей Иванович).
- Ключарь — иерей Дионисий Рейм с 1 февраля 2022 года.

## Святыни храма
1. Ковчег с мощами святителя Николая Чудотворца.
2. Ковчег с мощами священноисповедника Луки (Войно-Ясенецкого).
3. Икона с мощами святителя Николая Чудотворца.
4. Икона с мощами святителя Спиридона Тримифунтского.
5. Икона с мощами великомученика Георгия Победоносца.
6. Икона с мощами великомученика Димитрия Солунского.
7. Икона с мощами преподобного Максима Грека.
8. Икона с мощами преподобной Марии Египетской.
9. Икона с мощами великомученицы Марины (Маргариты) Антиохийской.
10. Икона Пресвятой Богородицы Всецарица (Пантанасса) со Святой Горы Афон.

## Галерея
- Алтарь
- Свод
- Прихожане ставят свечи
- Убранство